# زحافة السبخات
زحافة السبخات (الاسم العلمي:†Heleosaurus) هي جنس منقرض من الحيوانات تتبع فصيلة ورلية العيون من رتبة البليكوصوريات.